# 罗伯特·海特
罗伯特·J·海特二世（英語：Robert J. Hite II，1984年1月12日—），美国NBA联盟职业篮球运动员。